# Разградско
 Тази статия е за историко-географската област.  За административната област вижте Разград (област).  За общината вижте Разград (община).
Разградско е историко-географска област в Североизточна България, около град Разград.
Територията ѝ съвпада приблизително с някогашната Разградска околия – днешната община Разград и основната част от общините Лозница (без Лозница и Манастирци от Търговищко), Цар Калоян (без Костанденец от Русенско) и Самуил (без селата Богданци, Владимировци, Здравец, Кара Михал, Ножарово, Пчелина и Хърсово от Исперихско и Голяма вода и Кривица от Шуменско), както и заличеното село Воден и Острово в община Завет, Кривня и Сеново в община Ветово и Тръстика в община Попово. Разположена е в Лудогорското плато в Източната Дунавска равнина. Граничи с Русенско и Кубратско на север, Исперихско и Шуменско на изток, Търговищко на юг и Поповско на запад.